# Праћка
Праћка је врста оружја, које свој напад базира на бацању пројектилима, на непријатеља. Оно што је типично за праћку је, то што за разлику од разних лукова користе пројектиле који су тупи (нпр. камен). Праћка је општепозната као пастирско оружје.
Праћка се састоји од мале торбице која се налази између два дугачка ужета. Када се пројектил (камен) стави у торбицу два канапа се ухвате једном руком и снажни замахују око главе, и у одређеном тренутку један канап се пусти, ово омогућава пројектилу да лети правом линијом.
Праћка је врво јефтино и једноставно оружје за израду. Користи се у лову али и у борбама. И данас је интересантна спортистима, док има и доста импровизација овог оружја.
Док су пројектили за праћку уобичајени на археолшким налазиштима, праћке су веома ретке, због самог материјала од кога су прављене праћке се брзо деградирају.

## Давид и Голијат
Праћка се спомиње и у Библији што представља најстарији запис о овом оружју. Овај део Библије је написан око 1000 година пре нове ере, али описује догађај од неколико векова раније.
У Библији борба се одвија између Давида и Голијата, где је Давид пастир без оклопа на себи и наоружан само праћком. Противник му је Голијат борац шампион са тешким оклопом на себи, њихова борба представља рат између Филистеје и Израела. После само једног прецизног хица Давид успева да савлада Голијата.
Прича наглашава да праћка јесте оужје ниског ранга, међутим у вештим рукама може бити веома ефикасно.

## Праћка у средњовековном периоду

### Европа
У средњовековном периоду праћка је била у изумирању, коришћена је само Праћка на штапу, а праћка је опстала само у облику великих опседних справа. Мада је и даље у лову налазила примену.

### Роња
Постоји још једна врста праћке код које су крајеви канапа везани за елестичну, најчешће гумену траку дужине око 20 cm. И док се код класичне праћке предмет бацања (нпр. камен) баца једном руком заврти се као пропелер и када добије одговарајућу брзину (кинетичку енергију) један крај праћке се испушта, код роње је еластични крај у једној руци а кожица са каменом у другој. Испаљивање пре подсећа на одапињање стреле. Роња је прецизнија али мањег домета од праћке

## Праћка у антици

### Археологија
Док су камење и предмети од глине за које многи археолози сматрају да су меци за праћке уобичајени налази у археолошким записима, саме праћке су ретке. То је зато што су материјали за ремен биолошки разградиви, као и зато што су праћке биле оружје нижег статуса, које се ретко чува у гробу богате особе.
Најстарије познате преживеле праћке — радиокарбонски датирана на око 2500. п. н. е. — пронађене су на јужноамеричким археолошким налазиштима на обали Перуа. Најстарија познати преживела северноамеричка праћка — радиоугљенично датирана на око 1200. п. н. е. — пронађен је у пећини Лавлок у Невади.
Најстарије познате сачуване праћке из Старог света пронађене су у гробници Тутанкамона, који је умро око 1325. п. н. е. Уз друго оружје пронађен је пар фино исплетених праћки. Праћка је вероватно била намењена покојном фараону да је користи за лов на дивљач.
Још једну египатску праћку ископао је у Ел-Лахуну у Ал Фајуму Египту 1914. године Вилијам Метју Флиндерс Петри, а сада се налази у Петријевом музеју египатске археологије — Петри ју је датирао на око 800. п. н. е. Пронађена је поред гвозденог врха копља. Остаци су подељени у три дела. Иако крхка, конструкција је јасна: направљена је од конопца од влакана од лике (готово сигурно ланених); конопци су уплетени у елиптични сенит од 10 нити, а чини се да је колевка исплетена од исте дужине канапа коришћеног за формирање гајтана.

### Античке представе
Репрезентације праћки могу се наћи на артефактима из целог античког света, укључујући асирске и египатске рељефе, стубове Трајана и Марка Аурелија, на кованицама и на таписерији из Бајуа.
Најстарији приказ праћке у уметности може бити из Каталхејука, из око 7.000. п. н. е, иако је то једини такав приказ на том месту, упркос бројним приказима стрелаца.

### Писана историја
Многи европски, блискоисточни, азијски и афрички народи били су корисници праћки. Тукидид и други аутори говоре о њеној употреби од стране Грка и Римљана, а Страбон то такође проширује на Ибере, Лузитане, па чак и на неке Гале (што Цезар даље описује у свом извештају о опсади Бибракса). Међу онима који су их користили помиње и Персијанце и Арапе. Са своје стране, Диодор укључује Либијце и Феничане. Британци су такође били чести корисници праћки.
Ливи помиње најпознатије древне веште кориснике праћке: људе са Балеарских острва, који су често радили као плаћеници. О тим људима Страбон пише: „А њихова обука у коришћењу праћки је била таква, од детињства, да не би ни давали хлеб својој деци, осим ако је прво не ударе праћком.“

#### Класично доба
Праћка се помиње још у Хомеровим списима, где неколико ликова убија непријатеље гађајући их камењем.
Балеарски праћкари били су међу специјализованим плаћеницима које је Картагина увелико користила против Римљана и других непријатеља. Ове лаке трупе су користиле три величине праћки, у зависности од удаљености својих противника. Оружје је било направљено од биљних влакана и животињских жила, лансирало је камење или оловни пројектили са разорним ударом.
Ксенофонт у својој историји повлачења Десет хиљада, 401. п. н. е, приповеда да су Грци тешко страдали од праћка у војсци Артаксеркса II Персијског, док они сами нису имали ни коњицу ни праћке, и нису могли да дођу до непријатеља са њиховим стрелама и копљима. Овај недостатак је отклоњен када је формирана чета од 200 Родијаца, који су разумели употребу оловних метака. Били су у стању, каже Ксенофонт, да пројектују своје пројектиле двоструко даље од персијских праћки, које су користиле велико камење.
Грчке војске би такође користиле јахаче са праћкама (ἀκροβολισταί).
Римске окршаје војске наоружане праћкама и копљима успоставио је Сервије Тулије. Римски писац Вегеције је у свом делу De Re Militari написао:
Регрути се морају научити вештини бацања камења руком и праћком. За становнике Балеарских острва се каже да су били изумитељи праћки и да су се њима сналазили са изненађујућом спретношћу, захваљујући начину васпитања своје деце. Мајке нису смеле деци да дају храну све док је прво нису ударили праћком. Војнике, без обзира на њихов одбрамбени оклоп, често више нервира округло камење из праћке него све стреле непријатеља. Камење убија без оштећења тела, а контузија је смртна без губитка крви. Опште је познато да су древни људи користили праћке у свим својим ангажманима. Постоји значајнији разлог да се све трупе, без изузетка, упућују у ову вежбу, јер се праћка не може сматрати оптерећењем, а често је од највеће користи, посебно када су обавезни да се ангажују на каменитим местима, да бране планину или еминенцију, или да одбију непријатеља при нападу на замак или град.

### Борба
Древни народи су користили праћке у борби — војске су укључивале и специјализоване праћкашке одреде и обичне војнике опремљене праћкама. Као оружје, праћка је имала неколико предности; метак праћке који је избачен на високој путањи може постићи домете веће од 400 m (1.300 ft). Савремени ауторитети се веома разликују у својим проценама ефективног домета древног оружја. Лук и стрела су такође могли да се користе за стварање дугог домета, али древни писци стално наглашавају предност праћке у домету. Праћка је била лаган за ношење и јефтина за производњу; муниција у облику камења била је лако доступна и често се налазила у близини места битке. Домете које је праћка могла постићи са обликованим оловним мецима за праћку надмашио је само јак композитни лук.
На локалитетима гвозденог доба у Европи пронађена су скровишта муниције за праћке; око 22.000 камена за праћке пронађено је у замку Мејден у Дорсету. Сматра се да су европске тврђаве из гвозденог доба дизајниране да максимизирају ефикасну одбрану праћкама.

### Конструкција
Плетени гајтани се више користе у односу на уплетену ужад, јер је плетеница отпорна на увијање када се растегне. Ово побољшава прецизност.
На крају кабла (који се назива ретенциони кабл) формира се петља за прст. На крају другог кабла (канала за ослобађање), уобичајена је пракса да се формира чвор или језичак. Ужад за ослобађање се држи између прста и палца да би се ослободила у правом тренутку и може имати сложену плетеницу која ће додати масу до краја. Ово чини чвор лакшим за држање, а додатна тежина омогућава да се лабави крај испражњене праћке врати једним покретом зглоба.